# 阿列克謝·鮑里索維奇·斯米爾諾夫
阿列克謝·鮑里索維奇·斯米爾諾夫（羅馬化：Aleksey Borisovich Smirnov；1973年5月27日—），俄羅斯政治人物。其自2024年5月15日至9月16日擔任庫爾斯克州代理州長，9月16日至12月5日任州長。

## 生平
1995年，阿列克謝·斯米爾諾夫畢業於庫爾斯克州立農業大學。2001年，他又在奧廖爾地區公共管理學院獲得學位。1998年至2004年，斯米爾諾夫在庫爾斯克州住房和公共事業委員會任職，先後擔任過家庭和社區服務發展與許可部門的顧問、經濟部門負責人、委員會副主席及第一副主席。
2010年至2011年，斯米爾諾夫在非營利組織「小型和中型企業建築組織協會」擔任庫爾斯克分部主任及總裁顧問。之後，他辭去該職位，轉任謝爾吉耶夫鎮行政管理的副主管。2011年至2012年間，他還擔任莫斯科州住房和公共服務部長的顧問，同時領導負責住房和公共設施標準化與重建的部門。
2012年至2015年，斯米爾諾夫擔任莫斯科州建設綜合體副部長。2016年7月4日，他被任命為莫斯科多單元建築資本修繕基金第一副總經理。
2018年11月3日，斯米爾諾夫被任命為庫爾斯克州副州長，並於2021年3月升任為第一副州長。
2022年至2024年期間，斯米爾諾夫擔任庫爾斯克州政府主席一職。
2024年5月12日，根據俄羅斯總統弗拉基米爾·普京總統令，斯米爾諾夫被任命為庫爾斯克州代理州長。他的前任羅曼·斯塔羅沃伊特則被調任為交通部部長。
2024年9月8日，在俄羅斯全國統一投票日中，庫爾斯克州代理州長斯米爾諾夫以65.28%得票率勝出州長選舉。同年9月16日，他正式宣誓就任庫爾斯克州州長。
到2024年12月5日，俄羅斯總統批准斯米爾諾夫因個人原因提交的辭職申請，並任命亞歷山大·欣施泰因為庫爾斯克州代理州長。
2025年4月15日，斯米爾諾夫與前第一副州長阿列克謝·傑多夫一同被捕，涉嫌詐騙罪。據指，斯米爾諾夫涉及侵吞撥款用於興建防禦設施的預算資金，涉及金額高達8億盧布。翌日，莫斯科梅先區法院批准對斯米爾諾夫的羈押申請。斯米爾諾夫否認指控，並未認罪。

## 外部鏈結
- Alexei Smirnov appointed Acting Governor of Kursk Region （页面存档备份，存于） (Kremlin.ru)